# Per Stig Møller
Per Stig Møller. (Frederiksberg, 27 de agosto de 1942). Político danés, Ministro de Asuntos Exteriores.
Es miembro del Partido Popular Conservador desde 1984 y diputado en el Parlamento de Dinamarca. Fue ministro de Desarrollo del 18 de diciembre de 1990 al 24 de enero de 1993, durante el Gobierno de Poul Schlüter, y Ministro de Asuntos Exteriores desde el 27 de enero de 2001, durante las dos legislaturas del Gobierno de Anders Fogh Rasmussen.
Hijo del que fuera Ministro de Finanzas, Poul Møller y la periodista Lis Møller, ambos también miembros del Parlamento. Es Máster en Literatura comparada por la Universidad de Copenhague y Doctor en Filosofía.